# Colacogloea allantospora
Colacogloea allantospora är en svampart som beskrevs av Ginns & Bandoni 2002. Colacogloea allantospora ingår i släktet Colacogloea och familjen Heterogastridiaceae.   Inga underarter finns listade i Catalogue of Life.